# Museo de la Naturaleza y Jardín Botánico de Agder
El Museo de la Naturaleza y Jardín Botánico de Agder (en noruego, Agder naturmuseum og botaniske hage), es un jardín botánico y un museo de historia natural que se encuentran en Kristiansand, Noruega, y está administrado por la Escuela Catedralicia de Kristiansand. Su código de reconocimiento internacional como institución botánica, así como las siglas de su herbario es KMN.

## Localización
Se encuentran situados en la costa sur de Noruega. 
Agder naturmuseum og botaniske hage Gimleveien 23, Gimle Gård
P.O.Box 1887 Gimlemoen, N-4686 Kristiansand, Vest-Agder, Norge-Noruega.
58°9′31.255″N 8°0′13.054″E / 58.15868194, 8.00362611

### Historia
El Museo Natural y Jardín Botánico de Agder (antes Museo de Kristiansand) es el único museo de historia natural en la región de Sørlandet. El museo se inició en 1828 como parte de la Escuela Catedralicia de Kristiansand.
En la actualidad el museo y jardín botánico se encuentra en los terrenos de la antigua mansión Gimle, donde el museo se encuentra en una casa y el jardín botánico en el parque de los alrededores, mientras que el edificio principal de la antigua finca forma parte del Museo de Vest-Agder. El espacio expositivo del museo actual fue inaugurado por el entonces príncipe heredero Harald el 26 de junio de 1990. 

## Exhibiciones permanentes
Las exposiciones permanentes son de inicios de los años 90, y están enfocadas en temas relacionados con la región de Agder: "del mar a las montañas", "a partir de la Edad de Hielo hasta el presente" Además, hay una exposición de "minerales y rocas". Adicionalmente hay exposiciones en periodos limitados.

### Jardín botánico
El jardín botánico se compone de colecciones de plantas tanto en exteriores como en interiores. Dentro de la colección de interior se encuentra la mayor colección de suculentas en Noruega. En el exterior hay una variada temática, con temas que varían de año en año. El jardín botánico es una fuente de conocimiento, belleza, aventura y recreación, e incluye todos los espacios verdes de la antigua finca Gimle. 
El Jardín Botánico está formado por Invernaderos con: 
- Colección de plantas suculentas, con la mayor colección de cactus de Noruega.
- Colección de plantas carnívoras
- Colección de Pelargonium
- Hierbas
- Especies de plantas de jardín fuente de néctar.
- Juegos populares para niños

El jardín cuenta con varias colecciones de plantas al aire libre: 
- Hay un antiguo parque en el estilo de paisaje Inglés
- Rosaleda un jardín de rosas históricas y rosas modernas, en la zona sur del jardín.
- Arboreto, arbustos y árboles en el estacionamiento del museo, plantas leñosas y arbustivas.
- Rocalla,
- Estanque con plantas acuáticas,
- Jardín de brezos
- Colección de Rhododendron.
- El jardín del Milenio, con plantas que han sido cultivadas en Noruega durante el último milenio.
- Colección de dalias